# Сръбски речник
Сръбският речник е изготвен от Вук Стефанович Караджич. Пълното му име е „Сръбски речник изтълкуван посредством думи на немски и латински“.
Първото издание на „Сръбски речник“ излиза през 1818 г. и съдържа 26 270 думи, които Вук е чул в народния говор. Вук Караджич започва да ги систематизира и оформя в речника още през 1815 г. по настояване на Йерней Копитар. Не е известно точно кога се е зародила идеята у Вук да създаде тази речник, но по неговите признания, още докато е работил като съдия в Смедеревския санджак си е записвал от време на време по някоя дума, която намирал за интересна. „Вуковият речник“ е най-важното произведение в последвалата т.нар. борба за езика, тъй като Вук иска сръбският книжовен език да е народния език, което и осъществява със своята „Граматика на сръбския език“, а и посредством второто издание на речника от 1852 г.
Непосредствено преди първото издание на своя речник, Вук Караджич излиза с „Граматика на сръбския език“ в която и осъществил своите гласови промени с акцентуването и която през 1824 г. е преведена на немски език от Якоб Грим.
Речникът е завършен две години, преди да бъде публикуван, но поради липсата на средства за издаването му, както и на съпротивата на митрополит Стефан Стратимирович, който съзира в намеренията на Вук Караджич дългата ръка на врагът на сръбската православна църква и бъдеща негова държава, и който според свещеника има за цел да започне да осъществява своите намерения с книжовна реформа асимилираща сърбите измежду останалите западнославянски народи на територията на Австрийската империя - главно католиците хървати със своя илиризъм.
Предговорът към речника е част от полемиката която Вук води и е адресирана до Милован Видакович и другите славяни и сърби, с които той дискутира по въпроса за т.нар. постфактум „вукова книжовна реформа“ дълго време. Атаките срещу прокарваната от Вук посредством речника книжовна реформа не спират дори и след периода 1847-1868 г., последната от които е приета в сръбската историография като годината на окончателната победа за Вуковата реформа. Започването на Вуковата реформа в малкото балканско османско васално княжество през 1847 г., е възнаградено от Австрийската империя със създаването на друга автономна територия на отсрещния бряг на Дунава - Войводство Сърбия и Тамишки Банат.